# Estação El Golf
A Estação El Golf é uma das estações do Metrô de Santiago, situada em Santiago, entre a Estação Tobalaba e a Estação Alcántara. Faz parte da Linha 1.
Foi inaugurada em 31 de agosto de 1980. Localiza-se no cruzamento da Avenida Apoquindo com a Rua El Regidor. Atende a comuna de Las Condes.